# Mar de Noruega
El mar de Noruega (en noruego: Norskehavet) es un sector de la parte septentrional del océano Atlántico, al noroeste de Noruega, ubicado entre el mar del Norte (esto es, norte de Escocia) y el mar de Groenlandia. Se encuentra, pues, frente a las costas de Noruega y llega hasta las islas Feroe, Islandia, Jan Mayen y las islas Svalbard. 
Al oeste queda el océano Atlántico septentrional y al noreste el mar de Barents. Al suroeste, está separado del océano Atlántico por una cresta submarina que corre entre Islandia y las islas Feroe. Al norte, la cresta de Jan Mayen la separa del mar de Groenlandia.
Al mar de Noruega y al mar de Groenlandia se les llama a veces en conjunto los mares nórdicos.

## Geografía
La Organización Hidrográfica Internacional define los límites del mar de Noruega de la siguiente manera:

Al noreste.
Una línea uniendo el extremo más meridional de Spitzberg Occidental al cabo Norte de la isla del Oso, a través de esta isla al cabo Bull y de ahí al cabo Norte en Noruega (27°45'E).

Al sureste.
La costa occidental de Noruega entre el cabo Norte y el cabo Stadt (62°10′N 5°00′E / 62.167, 5.000).

Al sur.
Desde un punto en la costa occidental de Noruega en  latitud 61°00' Norte  a lo largo de este paralelo hasta la longitud 0°53' oeste desde allí una línea hasta el extremo noreste de Fuglö (62°21′N 6°15′O / 62.350, -6.250) y al extremo este de Gerpir (65°05′N 13°30′O / 65.083, -13.500) en Islandia.

Al oeste.
El límite suroriental del mar de Groenlandia [Una línea que une el extremo más meridional de Spitzberg Occidental con el punto más septentrional de la isla de Jan Mayen, bajando por la costa occidental de esa isla hasta su extremo más meridional, de ahí una línea hasta el extremo oriental de Gerpir (65°05′N 13°30′O / 65.083, -13.500) en Islandia].
Limits of Oceans and Seas, 1953.

## Corrientes
Las aguas de este mar son muy frías, y a menudo se encuentran icebergs. 
En el mar de Noruega y el mar de Groenlandia, el agua superficial desciende dos a tres kilómetros hasta el fondo del océano, formando un agua fría rica en oxígeno. Como resultado, hay una cálida corriente superficial y una corriente en el fondo marino fría que recorre la costa occidental de Noruega.
La así llamada corriente de Islandia Oriental transporta agua fría al sur del mar de Noruega hacia Islandia y luego al este, a lo largo del círculo Ártico. En la corriente de Noruega, una rama de la corriente del Golfo lleva masas de agua templada hacia el norte y contribuye al clima húmedo y suave de Noruega. El mar de Noruega es la fuente de gran parte del agua profunda del Atlántico Norte.
La región permanece libre de hielos durante todo el año debido a la corriente del Atlántico de Noruega cálida y salina. Proporciona ricas piscifactorías, con capturas formadas en su mayor parte por bacalaos, arenques, sardinas y anchoas. En la actualidad, los cambios y fluctuaciones de estas corrientes se monitorizan estrechamente, pues se cree que son indicadores del cambio climático en marcha.

## Exploración
A finales del siglo XIX, Henrik Mohn desarrolló el primer modelo de flujo dinámico del Atlántico Norte. Este mapa de 1904 muestra las corrientes superficiales y submarinas.
Las aguas costeras del norte de Noruega, ricas en peces, eran conocidas desde hacía mucho tiempo y atraían a hábiles navegantes de Islandia y Groenlandia. Así, la mayoría de los asentamientos en Islandia y Groenlandia se encontraban en las costas occidentales de las islas, que también eran más cálidas debido a las corrientes atlánticas. El primer mapa razonablemente fiable del norte de Europa, la Carta marina de 1539, representa el Mar de Noruega como aguas costeras y no muestra nada al norte del Cabo Norte. En el siglo XVII, el Mar de Noruega, frente a las regiones costeras, aparece en los mapas como una parte importante de la entonces buscada Ruta Marítima del Norte y un rico terreno para la caza de ballenas.
La isla de Jan Mayen fue descubierta en 1607 y se convirtió en una importante base de los balleneros holandeses. El holandés Willem Barents descubrió la isla del Oso y Svalbard,[48] que luego fue utilizada por los balleneros rusos llamados pomors. Las islas situadas en el borde del Mar de Noruega se dividieron rápidamente entre las naciones. Durante el apogeo de la caza de ballenas, unos 300 barcos con 12.000 tripulantes visitaban anualmente Svalbard.
Las primeras mediciones de la profundidad del Mar de Noruega fueron realizadas en 1773 por Constantine Phipps a bordo del HMS Racehorse, como parte de su expedición al Polo Norte. La investigación oceanográfica sistemática en el Mar de Noruega comenzó a finales del siglo XIX, cuando la disminución de los rendimientos del bacalao y el arenque frente a las Lofoten llevó al gobierno noruego a investigar el asunto. El zoólogo Georg Ossian Sars y el meteorólogo Henrik Mohn convencieron al gobierno en 1874 para que enviara una expedición científica, y entre 1876 y 1878 exploraron gran parte del mar a bordo del Vøringen. Los datos obtenidos permitieron a Mohn establecer el primer modelo dinámico de las corrientes oceánicas, que incorporaba los vientos, las diferencias de presión, la temperatura del agua del mar y la salinidad, y que concordaba bien con las mediciones posteriores. En 2019 se encontraron en la dorsal de Mohn depósitos de hierro, cobre, zinc y cobalto, probablemente procedentes de respiraderos hidrotermales.

## Navegación

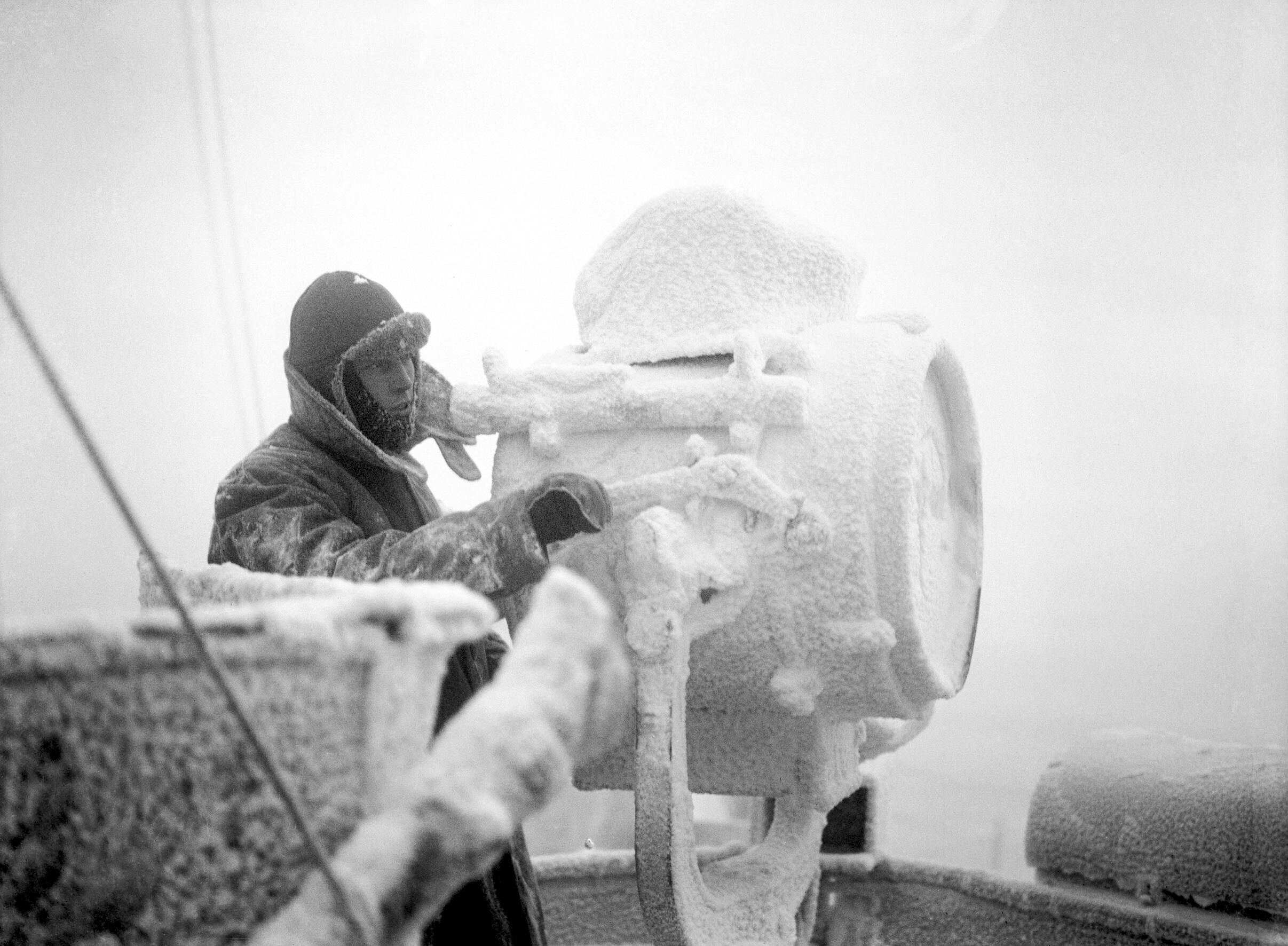
El buque británico HMS Sheffield durante el convoy de invierno a través del Mar de Noruega hacia Rusia en 1941

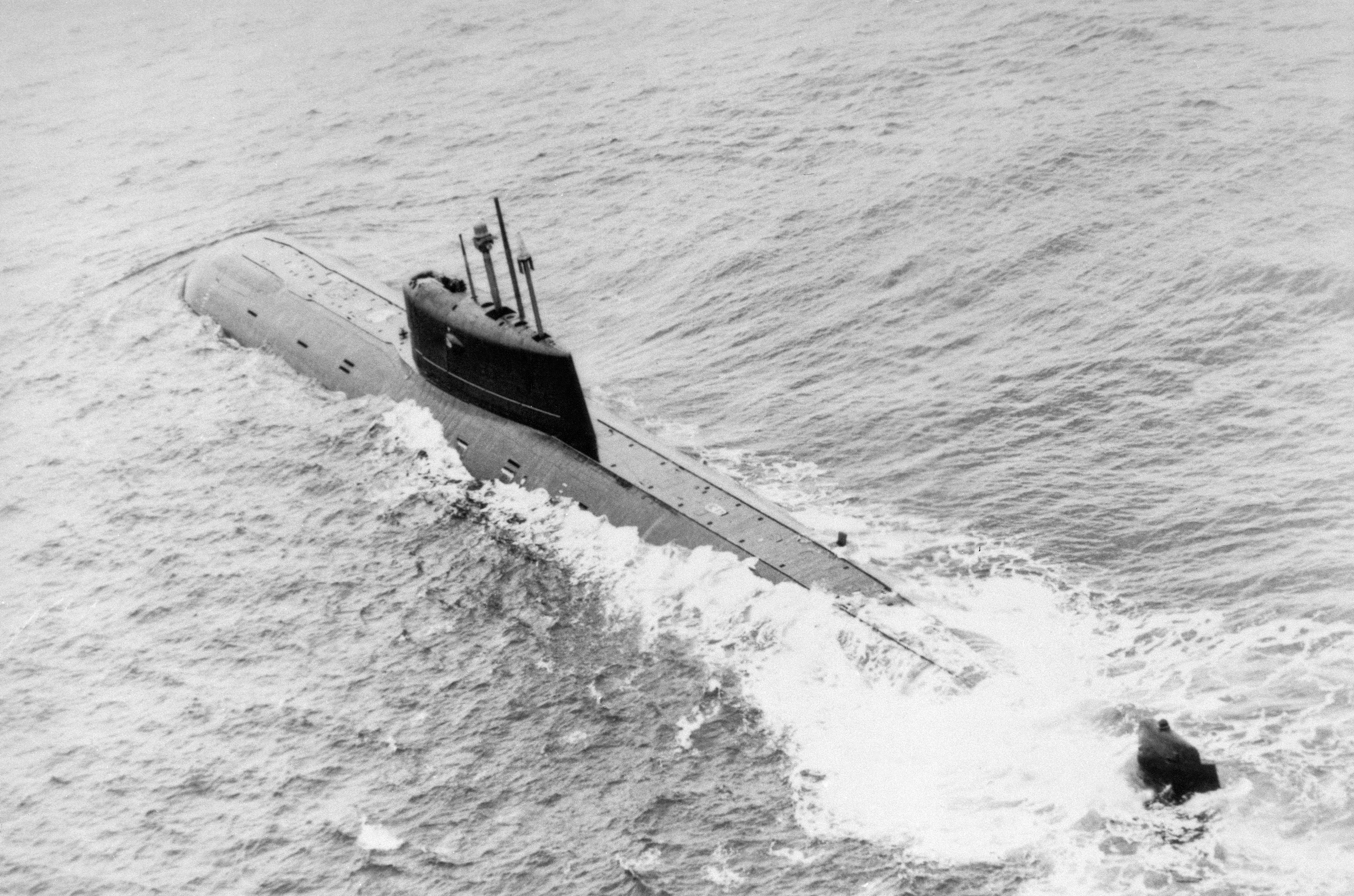
El submarino nuclear soviético Submarino K-278 Komsomolets, en 1986

Hasta el siglo XX, las costas del Mar de Noruega estaban escasamente pobladas, por lo que la navegación en el mar se centraba sobre todo en la pesca, la caza de ballenas y el transporte costero ocasional. Desde finales del siglo XIX, se estableció la línea marítima del Expreso de la Costa de Noruega, que conecta el sur, más densamente poblado, con el norte de Noruega mediante al menos un viaje diario. La importancia del transporte marítimo en el Mar de Noruega también aumentó con la expansión de las armadas rusa y soviética en el Mar de Barents y el desarrollo de rutas internacionales hacia el Atlántico a través del Mar Báltico, Kattegat, Skagerrak y Mar del Norte.
El Mar de Noruega está libre de hielo y proporciona una ruta directa desde el Atlántico a los puertos rusos del Ártico (Murmansk, Arjánguelsk y Kandalaksha), que están directamente conectados con el centro de Rusia. Esta ruta fue muy utilizada para los suministros durante la Segunda Guerra Mundial: de 811 barcos estadounidenses, 720 llegaron a los puertos rusos, trayendo unos 4 millones de toneladas de carga que incluían unos 5.000 tanques y 7.000 aviones. Los aliados perdieron 18 convoyes y 89 buques mercantes en esta ruta Las principales operaciones de la Armada alemana contra los convoyes incluyeron la PQ 17 en julio de 1942, la Batalla del Mar de Barents en diciembre de 1942 y la Batalla del Cabo Norte en diciembre de 1943 y se llevaron a cabo alrededor de la frontera entre el Mar de Noruega y el Mar de Barents, cerca del Cabo Norte.
La navegación por el Mar de Noruega disminuyó después de la Segunda Guerra Mundial y sólo se intensificó en los años 60-70 con la expansión de la Flota del Norte soviética, que se reflejó en importantes ejercicios navales conjuntos de las flotas soviéticas del Báltico Norte en el Mar de Noruega. Este mar era la puerta de entrada de la Armada soviética al Océano Atlántico y, por tanto, a Estados Unidos, y el principal puerto soviético de Murmansk se encontraba justo detrás de la frontera del Mar de Noruega y el Mar de Barents Las contramedidas de los países de la OTAN dieron lugar a una importante presencia naval en el Mar de Noruega y a intensos juegos del gato y el ratón entre aviones, barcos y, especialmente, submarinos soviéticos y de la OTAN. Una reliquia de la Guerra Fría en el Mar de Noruega, el submarino nuclear soviético K-278 Komsomolets, se hundió en 1989 al suroeste de la Isla del Oso, en la frontera de los mares de Noruega y Barents, con material radiactivo a bordo que supone un peligro potencial para la flora y la fauna.
El mar de Noruega forma parte de la Ruta Marítima del Norte para los barcos que van de los puertos europeos a Asia. La distancia de viaje de Róterdam a Tokio es de 21.100 km (13.111 mi) a través del Canal de Suez y sólo 14.100 km (8.761 mi) a través del Mar de Noruega. El hielo marino es un problema habitual en los mares del Ártico, pero a finales de agosto de 2008 se observaron condiciones de ausencia de hielo a lo largo de toda la ruta septentrional. Rusia tiene previsto ampliar su producción de petróleo en alta mar en el Ártico, lo que debería aumentar el tráfico de petroleros a través del Mar de Noruega hacia los mercados de Europa y América; se prevé que el número de envíos de petróleo a través del Mar de Noruega septentrional aumente de 166 en 2002 a 615 en 2015.

## Otros
La producción de crudo y gas a gran escala en el mar de Noruega comenzó en el año 1993. En noticias recientes, se propuso que el mar de Noruega fuese un lugar de almacenamiento prototípico para el gas invernadero dióxido de carbono (esto es, el fenómeno del carbon sink). [cita requerida] Esto se encuentra aún por confirmar.